# 日本製鉄混声合唱団
日本製鉄混声合唱団（にっぽんせいてつこんせいがっしょうだん）は、大阪府を本拠地とする職場合唱団である。

## 沿革
1947年（昭和22年）に大阪製鋼所混声合唱サークル、尼崎鋼管製造所混声合唱サークルとして、主に大阪本社・在阪の工場勤務の約60名で発足。翌年、統合して「扶桑金属混声合唱団」として、全日本合唱連盟に登録。1950年（昭和25年）に、「新扶桑金属混声合唱団」に改称、翌年から全社的な組織としての『合唱団』として会社の全面的な支援を受ける。1952年（昭和27年）に「住友金属混声合唱団」と改称。2012年（平成24年）に「新日鐵住金混声合唱団」へ改称。1977年（昭和52年）から1982年（昭和57年）まで、のちに住友金属社長となる新宮康男（当時、専務取締役）が団長を務めていた。1985年（昭和60年）と2007年（平成19年）に長井賞受賞。2019年（平成31年）に「日本製鉄混声合唱団」へ改称。
全日本合唱コンクールに第1回から出場しているほか、ほぼ4年に1度のペースでリサイタルを開催。また鹿島、和歌山、小倉、釜石の各事業所所在地等でも演奏会を開催してきた。指導者は1949年（昭和24年）に大阪音楽大学教授・木村四郎を招聘し、1955年（昭和30年）には清水脩が顧問として就任。現在の指導体制は1974年（昭和49年）に迎えた日下部吉彦、浅井敬壹、鈴木捺香子の3名である。

## 受賞歴
2016年まで、全日本合唱コンクール全国大会には通算46回出場。1987年から2013年まで27年連続を含む、通算32回金賞受賞。指揮者は1973年までは団内指揮者を立て、1974年から1999年までは浅井が、2000年以降は鈴木が務めている。2017年、2018年は全国大会出場を逸している。
| 受賞年             | 大会名                     | 部門                              | 賞 |
| ------------------ | -------------------------- | --------------------------------- | --- |
| 1948年（昭和23年） | 第1回全日本合唱コンクール  | 職場部門                          | 2位 |
| 1950年（昭和25年） | 第3回全日本合唱コンクール  | 職場部門                          | 2位 |
| 1953年（昭和28年） | 第6回全日本合唱コンクール  | 職場部門                          | 5位 |
| 1955年（昭和30年） | 第8回全日本合唱コンクール  | 職場部門                          | 3位 |
| 1956年（昭和31年） | 第9回全日本合唱コンクール  | 職場部門                          | 3位 |
| 1957年（昭和32年） | 第10回全日本合唱コンクール | 職場部門                          | 優勝                                                                                                   |
| 1965年（昭和40年） | 第18回全日本合唱コンクール | 職場部門                          | 5位 |
| 1975年（昭和50年） | 第28回全日本合唱コンクール | 職場部門                          | 銀賞（3位）                                                                                            |
| 1976年（昭和51年） | 第29回全日本合唱コンクール | 職場部門                          | 銀賞（2位）                                                                                            |
| 1978年（昭和53年） | 第31回全日本合唱コンクール | 職場部門                          | 銀賞（3位）                                                                                            |
| 1979年（昭和54年） | 第32回全日本合唱コンクール | 職場部門                          | 銀賞（2位）                                                                                            |
| 1980年（昭和55年） | 第33回全日本合唱コンクール | 職場部門                          | 銀賞（2位）                                                                                            |
| 1981年（昭和56年） | 第34回全日本合唱コンクール | 職場部門                          | 銀賞（2位）                                                                                            |
| 1982年（昭和57年） | 第35回全日本合唱コンクール | 職場部門                          | 金賞（2位）・カワイ賞                                                                                  |
| 1983年（昭和58年） | 第36回全日本合唱コンクール | 職場部門                          | 金賞（2位）                                                                                            |
| 1984年（昭和59年） | 第37回全日本合唱コンクール | 職場部門                          | 金賞（2位）                                                                                            |
| 1985年（昭和60年） | 第38回全日本合唱コンクール | 職場部門                          | 銀賞（2位）                                                                                            |
| 1987年（昭和62年） | 第40回全日本合唱コンクール | 職場部門                          | 金賞（2位）                                                                                            |
| 1988年（昭和63年） | 第41回全日本合唱コンクール | 職場部門                          | 金賞（1位）                                                                                            |
| 1989年（平成元年） | 第42回全日本合唱コンクール | 職場部門                          | 金賞（1位）・労働大臣賞・日本放送協会賞                                                                |
| 1990年（平成2年）  | 第43回全日本合唱コンクール | 職場部門                          | 金賞・労働大臣賞・日本放送協会賞                                                                       |
| 1991年（平成3年）  | 第44回全日本合唱コンクール | 職場部門                          | 金賞・労働大臣賞・岡山市長賞                                                                           |
| 1992年（平成4年）  | 第45回全日本合唱コンクール | 職場部門                          | 金賞・労働大臣賞・日本放送協会賞                                                                       |
| 1993年（平成5年）  | 第46回全日本合唱コンクール | 職場部門                          | 金賞・コンクール大賞・労働大臣賞・大阪府知事賞・大阪府教育委員会賞 審査員全員が1位に推す満票での受賞。 |
| 1994年（平成6年）  | 第47回全日本合唱コンクール | 職場部門                          | 金賞・労働大臣賞・日本放送協会賞                                                                       |
| 1995年（平成7年）  | 第48回全日本合唱コンクール | 職場部門                          | 金賞・労働大臣賞・日本放送協会賞                                                                       |
| 1996年（平成8年）  | 第49回全日本合唱コンクール | 職場部門                          | 金賞・労働大臣賞                                                                                       |
| 1997年（平成9年）  | 第50回全日本合唱コンクール | 職場部門                          | 金賞・文部大臣奨励賞・墨田区区長賞                                                                     |
| 1998年（平成10年） | 第51回全日本合唱コンクール | 職場部門                          | 金賞・労働大臣賞・日本放送協会賞                                                                       |
| 1999年（平成11年） | 第52回全日本合唱コンクール | 職場部門                          | 金賞・労働大臣賞                                                                                       |
| 2000年（平成12年） | 第53回全日本合唱コンクール | 職場部門                          | 金賞・労働大臣賞                                                                                       |
| 2001年（平成13年） | 第54回全日本合唱コンクール | 職場部門                          | 金賞・厚生労働大臣賞                                                                                   |
| 2002年（平成14年） | 第55回全日本合唱コンクール | 職場部門                          | 金賞・厚生労働大臣賞                                                                                   |
| 2003年（平成15年） | 第56回全日本合唱コンクール | 職場部門                          | 金賞・厚生労働大臣賞                                                                                   |
| 2004年（平成16年） | 第57回全日本合唱コンクール | 職場部門                          | 金賞・厚生労働大臣賞                                                                                   |
| 2005年（平成17年） | 第58回全日本合唱コンクール | 職場部門                          | 金賞・新潟市市長賞                                                                                     |
| 2006年（平成18年） | 第59回全日本合唱コンクール | 職場部門                          | 金賞・厚生労働大臣賞                                                                                   |
| 2007年（平成19年） | 第60回全日本合唱コンクール | 職場部門                          | 金賞・台東区区長賞賞                                                                                   |
| 2008年（平成20年） | 第61回全日本合唱コンクール | 職場部門                          | 金賞・厚生労働大臣賞                                                                                   |
| 2009年（平成21年） | 第62回全日本合唱コンクール | 職場部門                          | 金賞・厚生労働大臣賞                                                                                   |
| 2010年（平成22年） | 第63回全日本合唱コンクール | 職場部門                          | 金賞・西宮市市長賞                                                                                     |
| 2011年（平成23年） | 第64回全日本合唱コンクール | 職場部門                          | 金賞・青森市市長賞・カワイ奨励賞                                                                       |
| 2012年（平成24年） | 第65回全日本合唱コンクール | 職場部門                          | 金賞・厚生労働大臣賞                                                                                   |
| 2013年（平成25年） | 第66回全日本合唱コンクール | 大学・職場・一般部門 混声合唱の部 | 金賞・日本放送協会賞                                                                                   |
| 2015年（平成27年） | 第68回全日本合唱コンクール | 大学・職場・一般部門 混声合唱の部 | 銅賞                                                                                                   |
| 2016年（平成28年） | 第69回全日本合唱コンクール | 大学・職場・一般部門 混声合唱の部 | 金賞                                                                                                   |